# Третя Статутна грамота

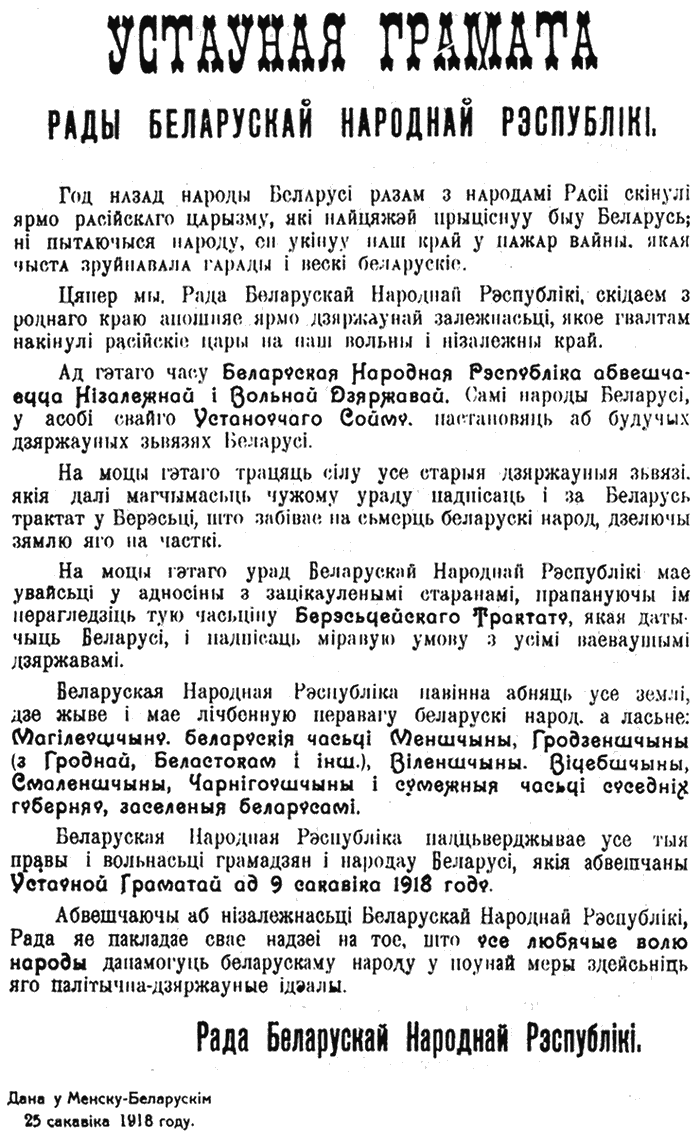
Третя Статутна грамота

Третя Статутна грамота (біл. Трэцяя Ўстаўная грамата; Treciaja Ŭstaŭnaja hramata) — юридичний і політичний акт, прийнятий Радою БНР 25 березня 1918 року на засіданні, що відбувалося в приміщенні Селянського поземельного банку на вулиці Серпухова (зараз — Володарського, 9) в Мінську. Згідно з ним, Білоруська Народна Республіка була проголошена незалежною державою. Річницю цієї історичної події білоруси традиційно відзначають як свято відновлення державної незалежности.
Мікрофільмований оригінал акту зберігається у 325-му фонді Національного архіву Білоруси.

## Історія
Ухвалення документа проходило у вкрай складних міжнародних умовах: РРФСР вивела з Білорусі радянські війська, залишивши Мінськ на окупацію німецькою армією, яка швидко просувалася до столиці. Вкрай складна ситуація панувала і серед самого білоруського національного руху: між прихильниками незалежності та прихильниками єдності з Росією тривали гострі суперечки.
В таких умовах політик та громадський діяч Антон Луцкевич запропонував провести пленарне засідання Ради БНР. За його наполяганням о 8-й годині вечора 24 березня засідання все ж таки відкрилось, де з доповіддю про політичне становище країни виступив Аркадій Смолич. Проти незалежності виступали представники національних меншин, введені до складу тимчасового парламенту. Представники БСГ, які становили більшість законодавчого органу, виступили за негайне проголошення повної самостійності. Вранці 25 березня 1918 року Третя Статутна Грамота була прийнята.

## Зміст
Статутна грамота проголошувала повну незалежність БНР: «Тепер ми, Рада Білоруської Народної Республіки, скидаємо з рідного краю останнє ярмо державної залежності, яке насильно накинули російські царі на нашу вільну та незалежну країну. З цього часу Білоруська Народна Республіка проголошується Незалежною та Вільною Державою. Самі народи Білорусі, в лиці свого Установчого Сейму, приймуть рішення про майбутні зв'язки Білорусі».
Скасовувалася Берестейський мир. Державною мовою була проголошена білоруська, а столицею — Мінськ. Грамота підтверджувала права та свободи громадян і народів Білорусі, проголошені Другою Статутною грамотою.
Визначалися територіальні межі БНР: «Білоруська Народна Республіка повинна охоплювати всі землі, де живе і має чисельну перевагу білоруський народ, а саме: Могилівщину, білоруські частини Мінщини, Гродненщини, Віленщини, Вітебщини, Смоленщини, Чернігівщини та суміжних частин сусідніх губерній, заселені білорусами».

## Підписанти
Оригінала грамота — це машинописний аркуш паперу, підписаний на зворотному боці та скріплений печаткою штату. Список підписантів грамоти:
1. Прем’єр-міністр та народний секретар закордонних справ Йосип Воронко,
2. Народний секретар військових справ Костянтин Єзовітов,
3. Народний секретар економіки Ян Середа,
4. Народний секретар сільського господарства Тамаш Гриб,
5. Керівник справ Лявон Заяц,
6. Народний секретар юстиції Юхим Белевич,
7. Народний секретар контролю Петро Крачевський,
8. Народний секретар освіти Аркадій Смолич,
9. Народний секретар опіки Палута Бадунова,
10. Народний секретар пошти та телеграфу Олександр Карабач.

## У мистецтві

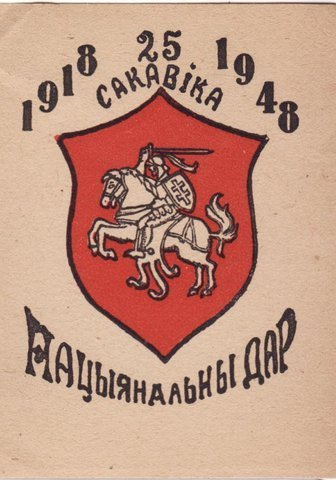
Еміграційна наліпка з Погонею до Дня незалежности, 1948 рік

25 березня 1920 р. Янка Купала, який у 1919 р. був заступником голови Білоруського національного комітету (фактично віце-прем’єр-міністром Білорусі), написав поему «25.III.1918 — 25.III.1920. Гадовщина — панахида»:
|  | Не сьвята сьветлае спраўляці Сягоньня будзе наш народ. А трызну па айчыне-маці Ён справе ў гэты цяжкі год. |

У поемі поет висловлює розчарування результатами невизнання незалежної Білоруської держави тодішнім міжнародним співтовариством (насамперед Радянською Росією та міжвоєнною Польською Республікою).
Про прийняття Третьої Статутної грамати як дня відновлення незалежности Білорусі оспівано у віршах «На 25 сакавіка» (1932) та «На дзень 25.III.1933» (1933) Йосифа Германовича «25 сакавіка» (1935) Михайла Машари, «Паслухай, што кажа курган» (1944), «25 сакавік» (1946) та «Былі героі» (1962) Алеся Змагара, «25-ты сакавік» (1950) Наталії Арсеньєвої. Народний поет Білоруси Ніл Гілевич, який у 1991 році активно виступав за встановлення 25 березня національним святом, має вірш із рядками «І першым сьвятам Бацькаўшчыны стане Дзень Дваццаць Пятага Сакавіка!». Вірш «25 Сакавіка», написаний народним поетом Білорусі Григорієм Барадуліним, закінчується такими рядками:
|  | Дваццаць пятага сакавіка — Наша сьвята, Пароль І прысяга! |

Зусиллями білоруської діаспори було видано велику кількість художніх листівок, наклейок та конвертів, пов’язаних із святкуванням дати прийняття Третьої Статутньої грамоти як Дня Незалежности.